# Friedrich Hofmann (Theologe)
Friedrich „Fritz“ Hofmann (* 14. Juni 1902 in Aldersbach; † 9. Januar 1977 in Würzburg) war ein deutscher Theologe.

## Leben
Von 1921 bis 1926 studierte er Philosophie in Passau. Nach der Priesterweihe am 29. Juni 1926 in Passau war er 1926 Kaplan in Frauenau und Aicha. Nach der Promotion 1931 zum Dr. theol. in Tübingen vertrat er von 1933 bis 1938 den Lehrstuhl für Dogmatik in Passau. Nach der Habilitation 1936 für das Fach Dogmatik durch die Theologische Fakultät der LMU München wurde er 1936 NSV-Mitglied. 1937 besuchte er die NS-Dozentenakademie in Tännich in Thüringen. Von  1937 bis 1938 lehrte er als außerplanmäßiger Professor für Dogmatik an der LMU München. Von 1938 bis 1945 war er außerplanmäßiger Professor an der PTH Passau (Hochschule allerdings von 1939 bis 1945 geschlossen). 1940 wurde er Pfarrer in Prachatitz (bis zur Vertreibung 1945). Von 1945 bis 1948 war er Pfarrer in Obernzell. 1945 wurde er außerordentlicher, 1948 ordentlicher Professor für Dogmatik in Passau. 1949 wurde er ordentlicher Professor für Dogmatik in Würzburg (gleichzeitig Lehrstuhlvertretung in Passau). Ab 1951 leitete er die Domschule Würzburg. Er war Konzilsberater von Bischof Stangl. 1963 erhielt er das Bundesverdienstkreuz 1. Klasse. 1969 erfolgte die Emeritierung.

## Schriften (Auswahl)
- Der Kirchenbegriff des hl. Augustinus. In seinen Grundlagen und in seiner Entwicklung. München 1933, OCLC 723571688.
- Ich glaube an den Heiligen Geist. Achter Glaubensartikel. Paderborn 1935, OCLC 632592091.
- als Herausgeber mit Karl Borromäus Adam: Gesammelte Aufsätze zur Dogmengeschichte und Theologie der Gegenwart. Augsburg 1936, OCLC 954628852.
- Gott ist die Liebe. die Predigten des hl. Augustinus über den 1. Johannesbrief. Freiburg im Breisgau 1954, OCLC 862887221.